# Fertőhomok
Fertőhomok (németül: Amhagen, horvátul: Umok) község Győr-Moson-Sopron vármegyében, a Soproni járásban. A közös önkormányzatba Hidegség is bekapcsolódott, így Fertőhomok, Hegykő és Hidegség immár közös önkormányzatot alkot melynek neve Hegykői Közös Önkormányzat, de Fertőhomok és Hidegség önkormányzati testületének hatásköre megmaradt.

## Fekvése
A Kisalföld nyugati szélén, Soprontól 16 km-re helyezkedik el Hidegség és Hegykő között. Forgalmi út menti, egyutcás település a Fertő partján fésűs beépítéssel.
Talaja közepes minőségű. A szőlőművelésnek és a zöldségtermelésnek jelentős szerepe volt a falu életében.

### Megközelítése
A község déli határszélén halad el a Győrt Sopronnal összekötő 85-ös főút, ez a legfontosabb közúti megközelítési útvonala. Lakott területeit azonban a főút elkerüli, oda csak egy bő három kilométeres letéréssel, a 8524-es útra leágazva lehet eljutni. Másik lehetséges megközelítési útvonala a Fertőd térségétől Sopronig vezető, a tó menti falvakat összekötő  8518-as út, mely kelet-nyugati irányban szeli át a központját. A községet autóbuszjárat is érinti, és áthalad rajta még a Fertő körül kiépített kerékpárút is. Déli határszélénél ér véget a Beledtől idáig húzódó 8612-es út.
A hazai vasútvonalak közül a település közigazgatási területét a Győr–Sopron-vasútvonal érinti, de rövid itteni szakaszán – amely amúgy is jó két kilométerre délre húzódik a lakott területétől – nincs megállási pontja. a legközelebbi vasúti csatlakozási lehetőséget így Pinnye vasútállomás kínálja, a központtól közúton bő 4 kilométerre.

## Története

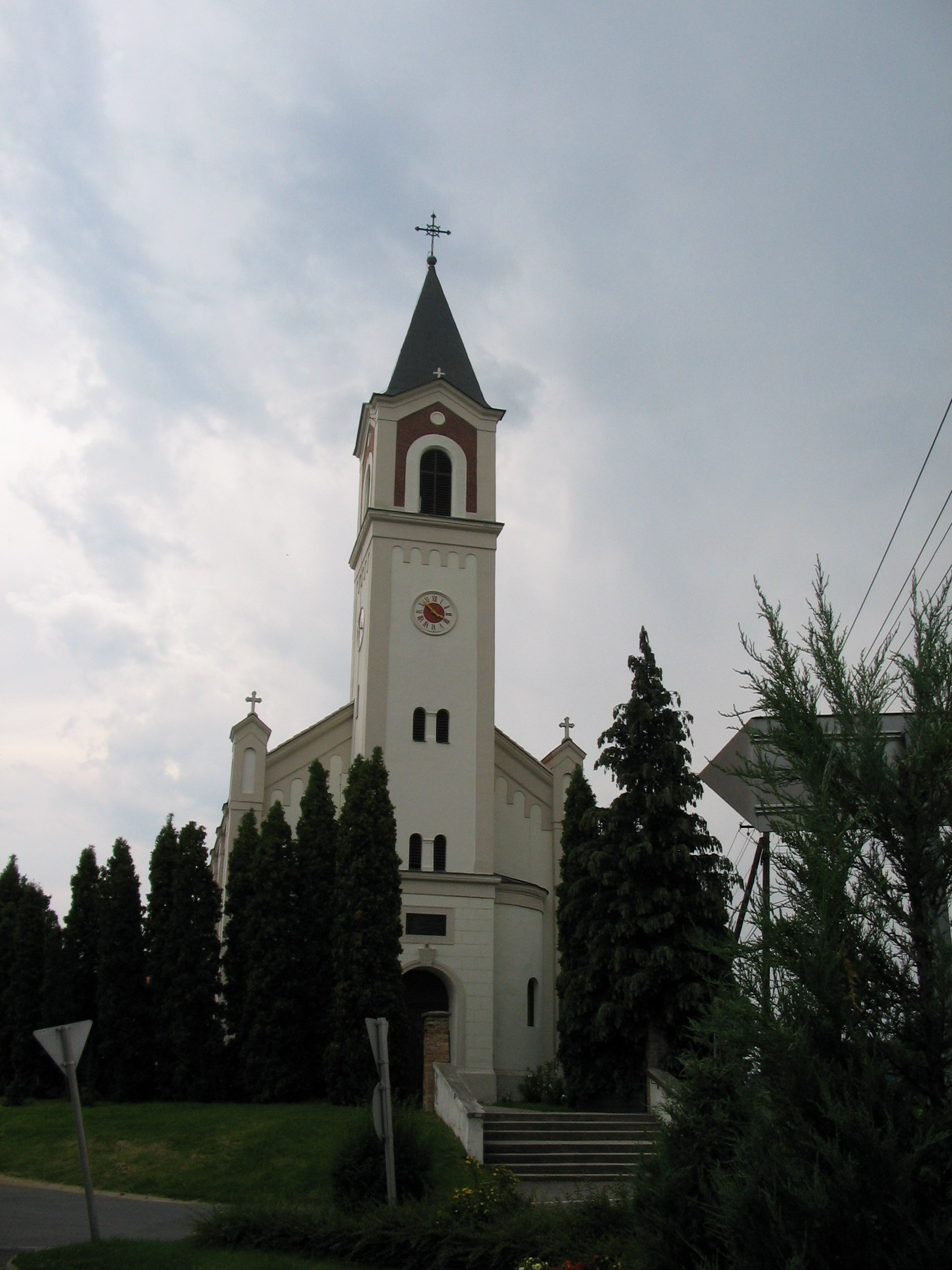
A római katolikus Szent Anna-templom

Első írásos említése 1274-ben Praedium Humuky néven történt Csák bán és testvéreinek osztályos egyezségében. 1280-ban Csák bán fiai elzálogosították Homok nevű birtokukat az Osl nemzetségbeli Péter fiainak. 1359-ben a Kanizsayak ágához tartozó István zágrábi püspök elfoglalta és feldúlta Homokot. 1411-től a Kanizsayaké volt a falu. 1454-ben Kertesi Vaytracher Konrád és Hofi Gyles kifosztották és felégették Homokot. 1520-tól horvátok települtek be a falu elhagyott jobbágytelkeire. 1536 körül a Nádasdyak birtokába kerül, majd a Wesselényi-féle összeesküvés leleplezése után a Draskovics, illetve a Széchenyi grófoké volt.
A lakosság a 16. század közepén vált horváttá. Az itteni horvátság az ún. gradistyei horvátsághoz tartozik, melynek különálló nyelve is van. A fertőhomoki horvátok kaj nyelvjárást beszélnek, szemben a legtöbb gradistyei ča és što nyelvű, melyekből az irodalmi nyelv is formálódik. A jobbágyság birtokállományának fejlődése mindig lépést tartott a lakosság számának alakulásával. A telki állomány szántóit mintegy 170 holdnyi irtásföld egészítette ki a telkesek javára. Az 1848/49-es szabadságharcban Kovács József, Kovács György és Szekendi Pál vett részt mint honvéd.
1864-ben megépült a homoki iskola. 1890. március 1-jén megalakult a Fertőhomoki Önkéntes Tűzoltó Egyesület. 1906-ban az ország más vármegyéiben fekvő azonos hangzású községnevektől való megkülönböztetésként a „Fertő” előnevet kapta, így lett Fertőhomok a település neve. Ugyanebben az évben új templom épült a régi helyén Ullein József soproni műépítész tervei szerint.
1908-ban tűz pusztított, 1910-ben újabb tűzvész dúlta fel a falut. Az I. világháború 19 áldozatot követelt.
1925-ben a földbirtokreform során kiosztott házhelyek 80%-a beépült. Az 1929. évi tűzvész után szinte teljesen átépült a falu. 1930. március 12-én megalapították a Fertőhomoki Polgári Lövész Egyesületet. Ugyanezen év május 19-én 40 lakóház és gazdasági épület esett áldozatul az újabb tűzvésznek. 1934-ben megalakult a Fertőhomoki Gazdakör. A 40-es években a Fertő-menti Gazdakörök Szövetségének keretében szorosan bekapcsolódott a határmenti zöldség- és gyümölcsforgalom ellenőrzésébe. 1935-ben kezdte meg működését a Magyar Vöröskereszt Egylet fertőhomoki helyi csoportja. 1938-ban képviselőtestületi közgyűlés tárgyalta a község villamosítását.

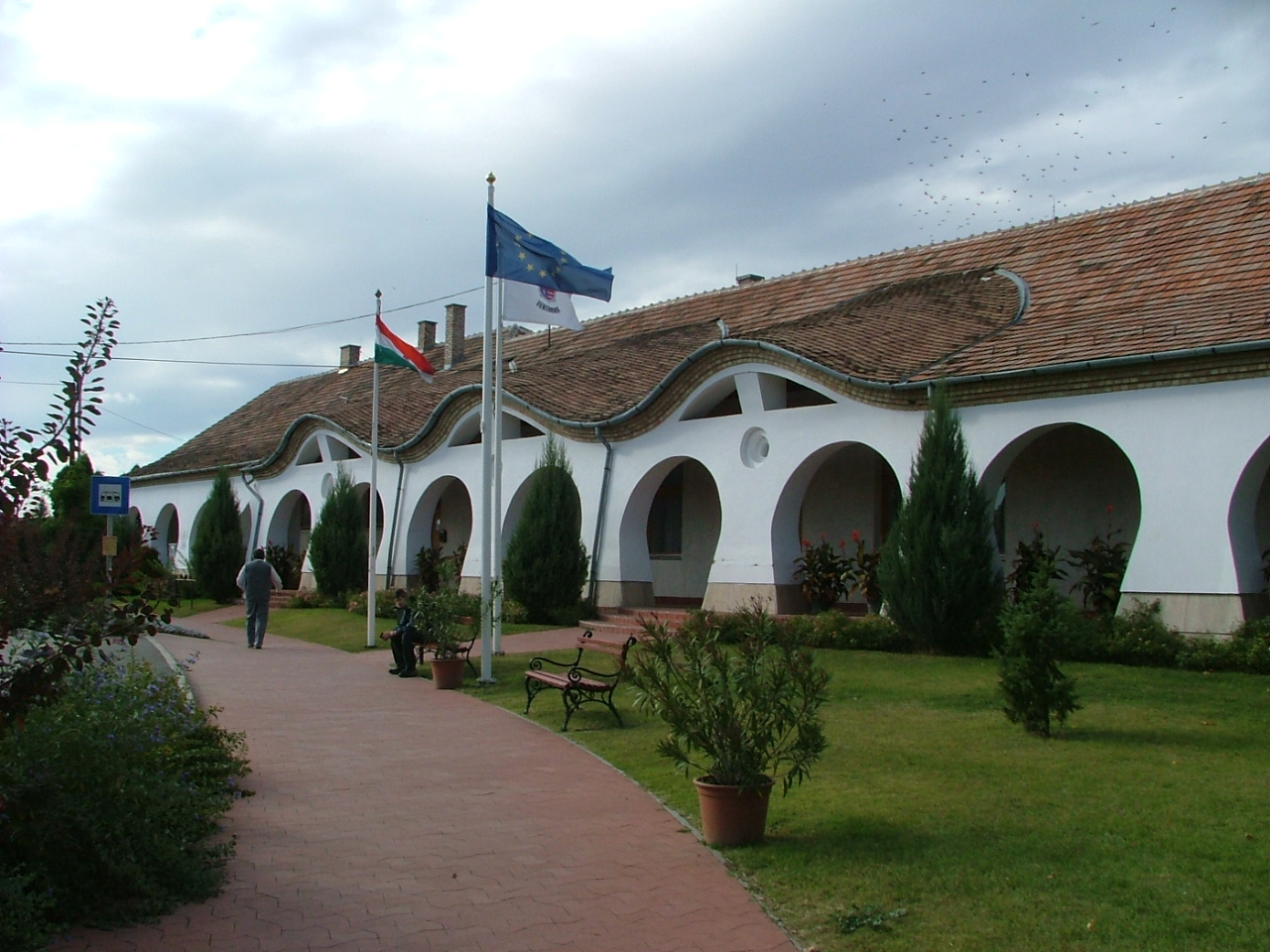
A községháza

A földosztáskor a Széchenyi-birtokból csak egy-két holdat juttathattak a 96 földigénylőnek. 1947-ben művelődési ház épült. 1959-ben megalakult az Aranykalász termelőszövetkezet. Az 1960-as években orvosi rendelő és váró, könyvtár és klubhelyiség, járda, új tűzoltószertár, vendéglő épült, felújították a sportpályát bővítették a villanyhálózatot. A községben csak alsó tagozatos iskolát hagyták meg, a felszabadult tanteremben állandó óvodát létesítettek. 1967-ben az Aranykalász Termelőszövetkezet csatlakozott a hegykői tsz-hez.
Az idősebb lakosok ma is inkább zöldséget termesztenek, és a környékbeli városok piacaira viszik az árut. A lakók egy másik része az idegenforgalomból egészíti ki jövedelmét. A községben kiadó szobák vannak, Fertőhomok és Hegykő közötti termálfürdőnél táborozni is lehet, van kemping, és több nyaraló is kiadó. A lakosság és a turisták ellátását két élelmiszerbolt, két vendéglő, posta és orvosi rendelő biztosítja. A településen napközi otthonos óvoda működik, általános iskolába a szomszédos Hegykőre járnak a gyerekek. A művelődésre és szórakozásra kiváló lehetőséget nyújt a kultúrház és mellette a könyvtár.
A helyi tamburazenekar és néptáncegyüttes a horvát hagyományokat ápolja. Az idősebbek ma is szívesen beszélnek horvátul, a fiatalok azonban már egyre kevésbé értik és használják.

## Közélete

### Polgármesterei
- 1990–1994: Horváth Attila (független)[4]
- 1994–1998: Horváth Attila (független)[5]
- 1998–2002: Horváth Attila (független)[6]
- 2003–2006: Horváth Attila (független)[7]
- 2006–2010: Horváth Attila (független)[8]
- 2010–2014: Horváth Attila (független)[9]
- 2014–2019: Horváth Attila (független)[10]
- 2019–2021: Horváth Attila (független)[11]
- 2021–2022: Radovits Tibor alpolgármester (ügyvivőként)
- 2022–2024: Radovits Tibor (független)[12]
- 2024– : Horváth Lajos (független)[1]

A településen a 2002-es önkormányzati választás keretében nem lehetett polgármester-választást tartani, jelölt hiányában. Az emiatt szükségessé vált időközi választást 2003. április 27-én tartották meg, ekkor a községet korábban vezető Horváth Attila már újból hajlandó volt elvállalni, és el is nyerte a pozíciót.
2022. június 26-án újból időközi polgármester-választást kellett tartani Fertőhomokon, ezúttal azért, mert a községet több mint 30 éven át irányító, veterán faluvezető, Horváth Attila 2021. március 22-én, életének 61. évében elhunyt. A két időpont között eltelt, szokatlanul nagy időtávot a koronavírus-járvány miatt elrendelt korlátozások indokolták, mivel a járványhelyzet fennállása alatt nem lehetett új választást kitűzni Magyarországon. Az átmeneti időszakban a falut ügyvivőként Radovits Tibor alpolgármester irányította és ő lett (három független jelölt közül) az időközi választás győztese is.

## Népesség
A település népességének változása:
| Lakosok száma | 617  | 670  | 696  | 895  | 897  | 873  | 892  |
|               | 2013 | 2014 | 2015 | 2021 | 2022 | 2023 | 2024 |

A 2011-es népszámlálás során a lakosok 75,7%-a magyarnak, 17% horvátnak, 8,9% németnek, 0,3% románnak mondta magát (23% nem nyilatkozott; a kettős identitások miatt a végösszeg nagyobb lehet 100%-nál). A vallási megoszlás a következő volt: római katolikus 60,7%, református 2%, evangélikus 1,7%, görögkatolikus 0,2%, felekezeten kívüli 3,3% (31,4% nem nyilatkozott).
2022-ben a lakosság 90,4%-a vallotta magát magyarnak, 10,8% horvátnak, 6,4% németnek, 0,1-0,1% szerbnek, románnak, lengyelnek és szlováknak, 1,9% egyéb, nem hazai nemzetiségűnek (7,4% nem nyilatkozott; a kettős identitások miatt a végösszeg nagyobb lehet 100%-nál). Vallásuk szerint 48,4% volt római katolikus, 3,5% református, 1,8% evangélikus, 0,1% ortodox, 1,8% egyéb keresztény, 0,6% egyéb katolikus, 9% felekezeten kívüli (34,9% nem válaszolt).

## Nevezetességei
- A neoromán stílusú, egyhajós, egytornyos, római katolikus Szent Anna-templom. A műemlék jellegű épületet Ullein József soproni műépítész tervei szerint építették 1901-ben. Előtte egy pilléren Páduai Szent Antal 18. századi szobra áll.

- A temető keresztje ugyancsak 18. századi: magas talpazaton pikkelydíszes pillér, előtte a kesergő Mária szobra. A pillér feletti Szentháromság-csoport a 19. századból való.

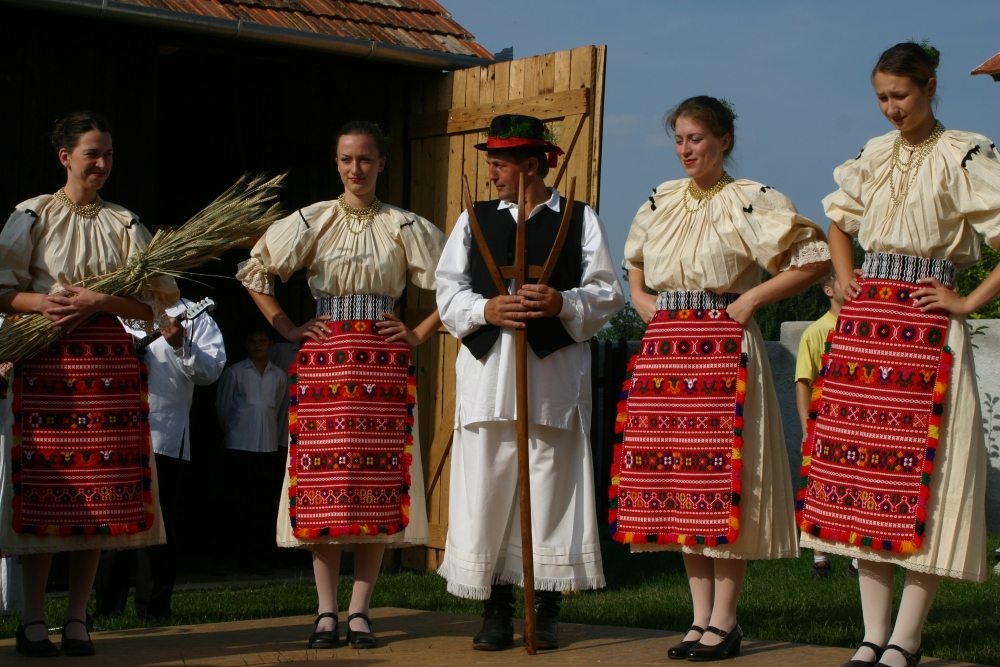
Fertőhomoki horvát népviselet

Tájház, ahol a régmúlt használati tárgyait mutatják be.